# Marine-Wasserturm

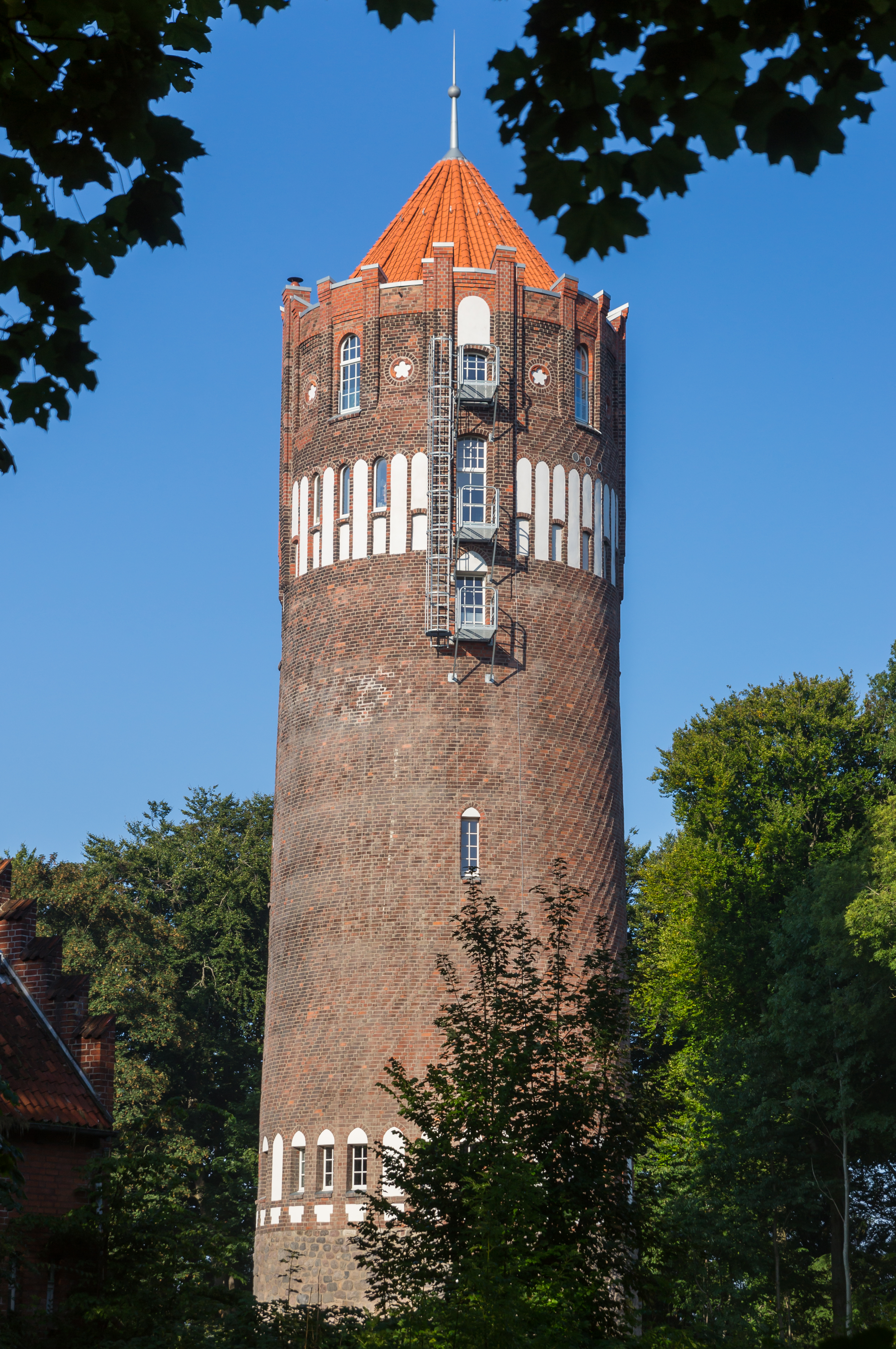
Kelmstrasse 29, Flensburg

Der Marine-Wasserturm (auch: Mürwiker Marine-Wasserturm) wurde im Jahre 1908 direkt neben der Marineschule Mürwik errichtet und diente dieser zur Wasserversorgung.

## Geschichte

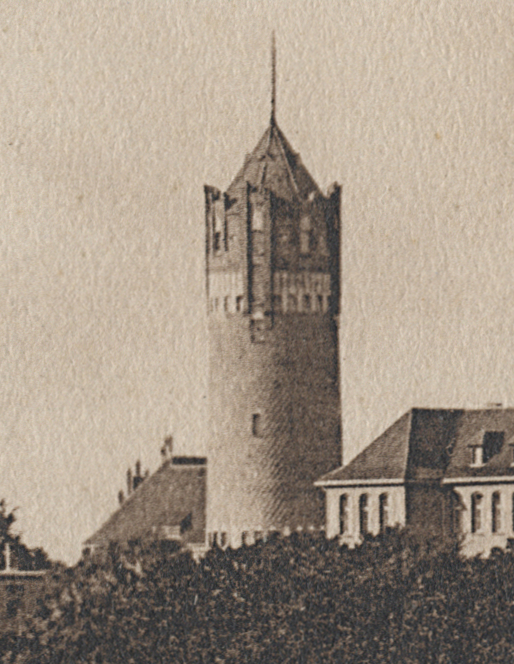
Der Marine-Wasserturm um 1910

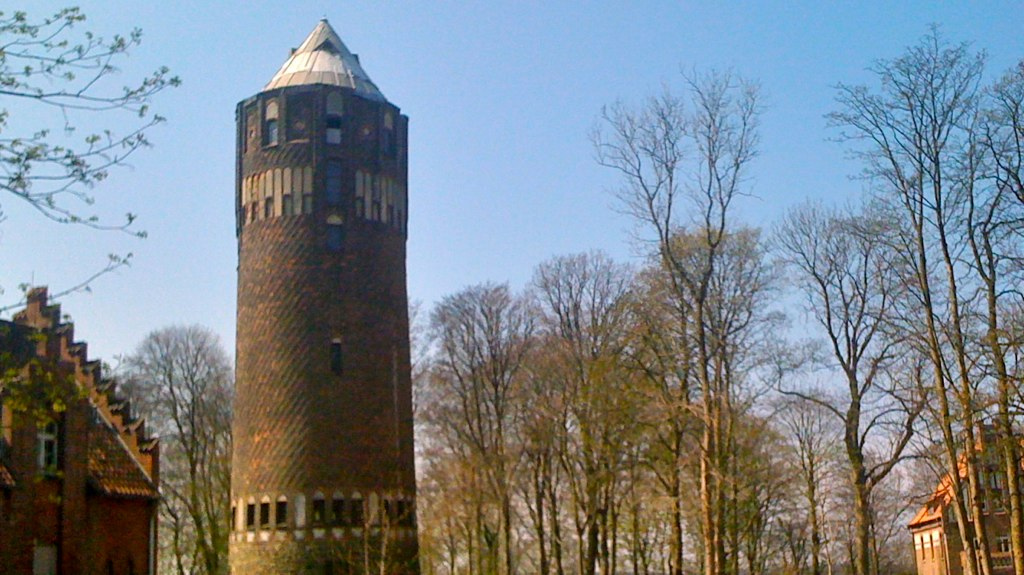
Der unrenovierte Marine-Wasserturm 2010

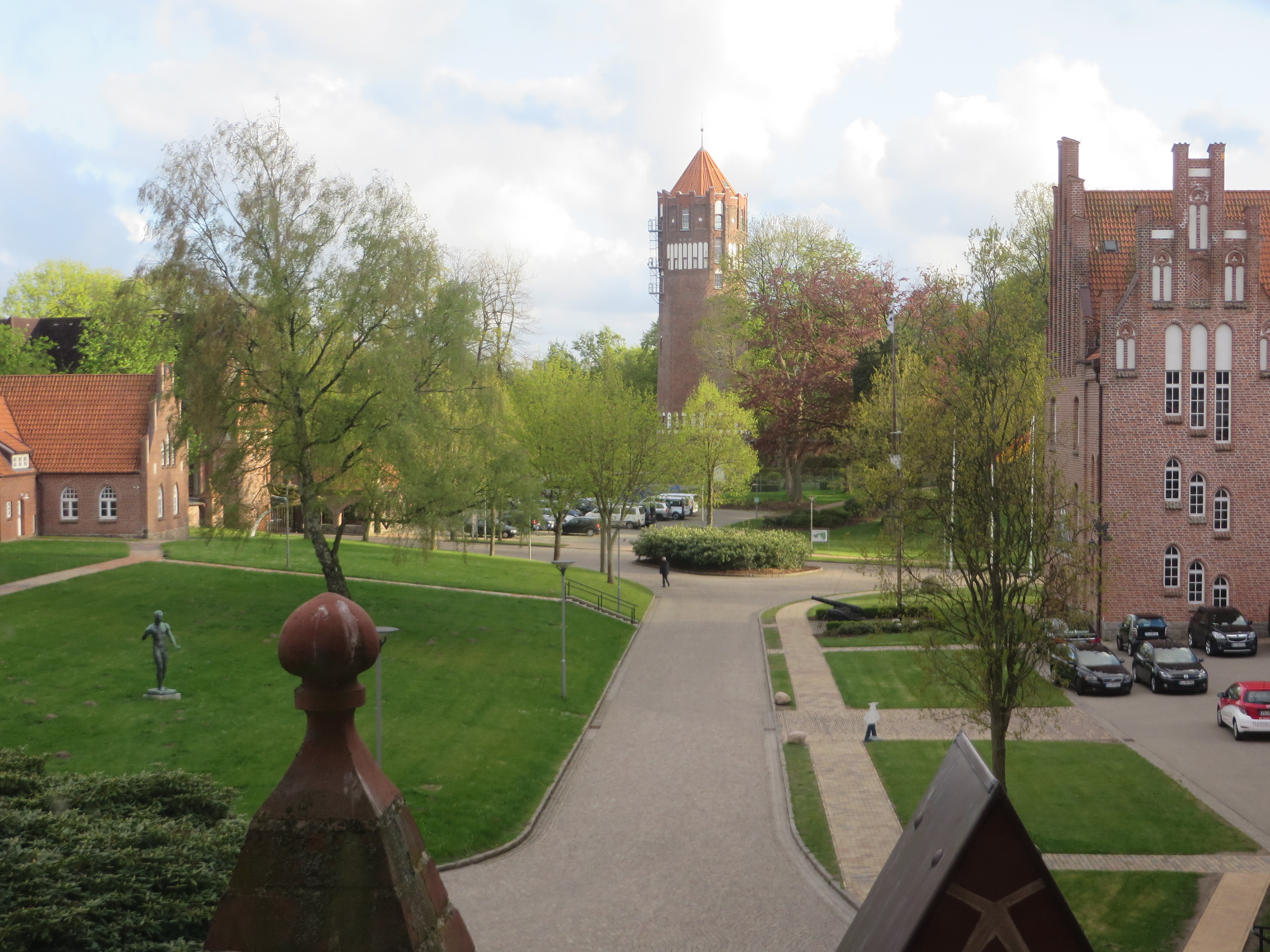
Blick über den Vorhof des Roten Schlosses Richtung Marine-Wasserturm (2015)

Der Marine-Wasserturm war nach dem 1901–1902 errichteten Wasserturm auf dem Westufer der Flensburger Förde, später Alter Wasserturm genannt, der zweite Wasserturm innerhalb der Stadtgrenzen. Architekt des Turmes war – wie auch schon bei der Marineschule – Adalbert Kelm, der den Turm in das Gesamtbild der 1907–1910 gebauten Marineschule einfügte. – Für Adalbert Kelm war dies nicht sein erster Wasserturm. 1904 war schon der Wasserturm Kiel-Wik nach seinen Plänen entstanden.
Der ungefähr 30 Meter hohe Marine-Wasserturm in Flensburg-Mürwik ist genauso wie die Marineschule vom Wasser aus zu sehen und bietet eine entsprechende Aussicht. Ebenso wie das benachbarte Marinelazarett (errichtet ungefähr 1907 bis 1913) liegt der Turm am südöstlichen Rande der Marineschule und bildet zusammen mit dieser den Vorburgbereich der Burganlage. Er diente der Marineschule über einen längeren Zeitraum zur Wasserversorgung. 1961 übernahm der Mürwiker Wasserturm, der eigentlich im Stadtteil Fruerlund steht, die Versorgung des Ostufers. Doch erst 1981 erhielt die Marineschule Mürwik einen öffentlichen Wasseranschluss. Damit hatte der Marine-Wasserturm seine originäre Funktion verloren. Anfang der 1990er Jahre wurde der Wasserbehälter ausgebaut, wodurch das Mauerwerk beschädigt wurde und der Turm an Stabilität einbüßte. Die Marine hatte keine Verwendung mehr für den Turm und er wurde verkauft. Doch unter diesem privaten Eigentümer zerfiel der Turm offenbar weiter.
Irgendwann Anfang der 2000er Jahre wurde eine Familie auf den Turm aufmerksam und kaufte ihn. Im Jahr 2010 wurde der Turm saniert und für die  Wohnzwecke der Familie umgestaltet. Seitdem beherbergt jedes Geschoss des Turmes 55 m² Wohnfläche. Ein Fahrstuhl im Inneren führt neben der Wendeltreppe bis nach oben. Zudem wurde eine Feuerleiter an der Außenwand nachgerüstet. Die Leiter geht jedoch nicht hinab bis zum Boden, sondern führt nur bis zu der Höhe, die die Feuerwehr mit ihren Leitern erreichen kann. Der Marine-Wasserturm wurde mittlerweile als ein Mürwiker Kulturdenkmal eingetragen. Die zeitgemäße Umgestaltung und Rettung des Marine-Wasserturms wurde 2013 mit dem ersten Preis des Bundespreises für Handwerk in der Denkmalpflege geehrt. Die Eigentümerfamilie des Marine-Wasserturmes teilte sich den Preis mit drei Gewinnern aus Lübeck, die ein denkmalgeschütztes Dielenhaus vor dem Verfall bewahrten.
Mürwiks Marine-Wasserturm ist im Gegensatz zum Mürwiker Wasserturm im Volkspark nicht besteigbar und zu besichtigen.